# John Bruce Jessen
John Bruce Jessen es un psicólogo estadounidense, retirado de las Fuerza Aérea de ese país y ex obispo mormón. Junto con James Elmer Mitchell creó un controvertido programa de tortura que se aplicó a los detenidos de la CIA. La técnica fue calificada de «tortura» por el Comité Selecto del Senado sobre Inteligencia, según informó en su informe sobre las torturas ejecutadas por la CIA. En ese informe se le menciona bajo el seudónimo «Hammond Dunbar». Su compañía, Mitchell, Jessen & Associates cobró ochenta y un millón de dólares por sus servicios.